# Behringen (Hörselberg-Hainich)
Behringen est un quartier de la commune allemande de Hörselberg-Hainich et une ancienne commune située dans l'arrondissement (Landkreis) de Wartburgkreis dans le Land de Thuringe, en Allemagne. Le quartier compte 3 339 habitants au 31 décembre 2006. 

## Histoire
Behringen est mentionné dans un document pour la première fois dans une liste des propriétés cédées à l’abbaye d’Hersfeld au début du IXe siècle. Dans un acte de donation du 18 mai 874 Baringe (avec 116 autres places en Thuringe) est mentionné comme sujet a l’Abbaye de Fulda.
Le fief de Behringen est conféré aux plusieurs familles nobles en succession. De 1305 jusqu’à 1945 le village appartenait à la famille von Wangenheim.
Depuis 1992 la commune est jumelée avec Sitterswald en Sarre.
L’ancienne commune Behringen est formé le 1er juillet 1950 des villages Großenbehringen, Oesterbehringen et Wolfsbehringen. Wolfsbehringen quitte la commune le 1er janvier 1957. Le 1er juillet 1999 l’Einheitsgemeinde Behringen  est formée des communes  Behringen, Craula, Reichenbach, Tüngeda und Wolfsbehringen. Elle fait partie de la commune Hörselberg-Hainich depuis le 1er décembre 2007.
Le village de Hütscheroda et les villages abandonnés de Heßwinkel et Riede aussi appartenaient à la commune de Behringen.

## Attractions touristiques

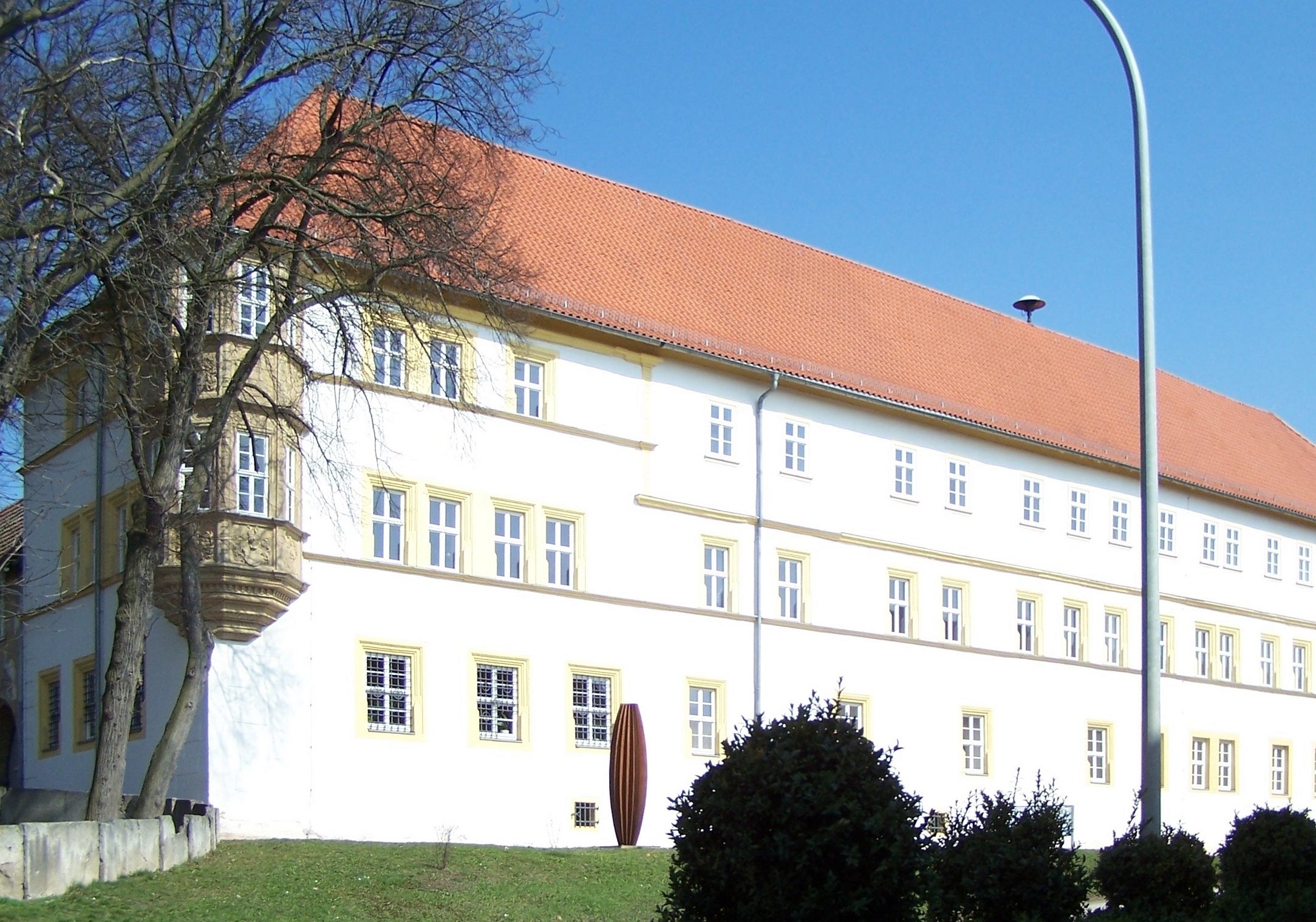
Château de Behringen

Le château de Behringen était la résidence de Charles de Saxe-Weimar-Eisenach et son épouse Elisabeth jusqu’à leur fuite en juin 1945.
La réserve naturelle Großenbehringer Holz d’une superficie de 110 ha se trouve au nord du village.
Un pin blanc de croissance frappante dans le parc du château est déclaré un monument naturel depuis 1939 et est considéré comme symbole du village.
Le long d'une piste d'art, plusieurs sculptures sont installées.

## Transport

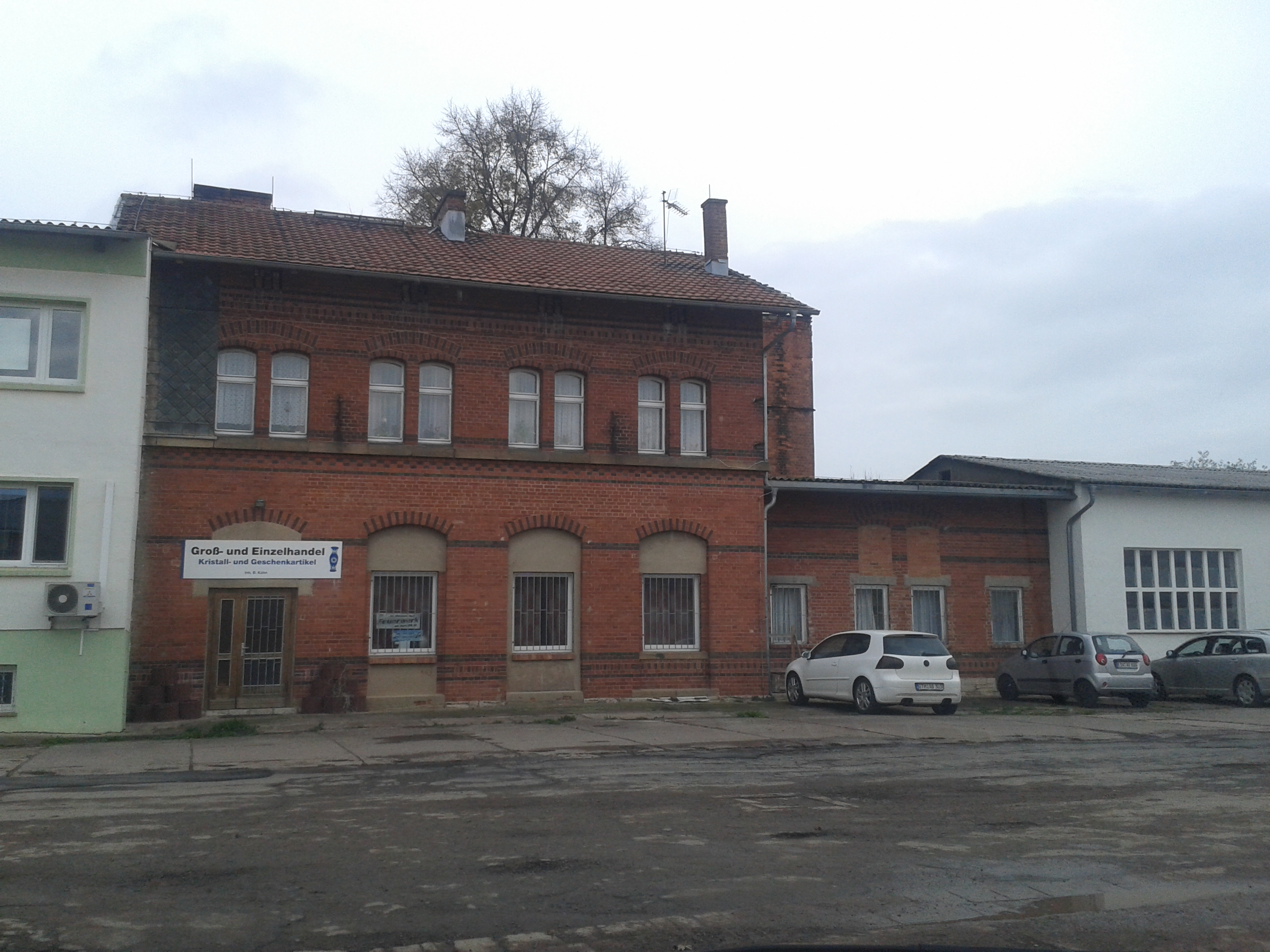
L’ancienne gare

Les routes principales dans le village et l’ancienne commune sont la route fédérale B 84, la L 1029 et la K 503. De 1890 à 1947 Behringen était le terminus d’une ligne de chemin de fer venant de Bufleben. Une voie cyclable est ouverte sur son ancienne route en 2011.